# Regulus
Regulus (α Leonis) este steaua cea mai strălucitoare din constelația Leul. Are o magnitudine de 1,36 și se află la o distanță de 77,60 de ani-lumină de Pământ.
Regulus, numita asemenea și Alpha Leonis (α Leonis, abreviat Alpha Leo, α Leo), este cea mai stralucitoare stea din constelația Leu și una dintre cele mai strălucitoare stele de pe cerul nopții, situată la aproximativ 79 de ani-lumină de la Soare.
Regulus este un sistem de stele compus din patru stele organizate în două perechi. Regulusul binar spectroscopic A, constă intr-o stea alba-alba-secundara principala și însoțitoarea sa, care nu a fost încă observata direct, dar este probabil un pitic alb. Situate mai departe sunt Regulus B, C și D, care sunt stele slabe de secvență principală.